# 美麗牛角介
美麗牛角介（学名：Bubuloceratina bella）为深海花介科牛角介屬下的一个种。